# Angeli del mare
Angeli del mare (Coast Guard) è un film statunitense del 1939 diretto da Edward Ludwig.